# Vadsø
Vadsø este o comună din provincia Finnmark, Norvegia.